# الكلح شرق
قرية الكلح شرق هي إحدى القرى التابعة لمركز إدفو في محافظة أسوان في جمهورية مصر العربية.